# Nicola Maria Caracciolo
Nicola Maria Caracciolo (1512 – 15 maggio 1567) è stato un vescovo cattolico italiano.
Era nipote del cardinale Marino Ascanio Caracciolo, che l'8 gennaio 1537 rinunciò (per la terza volta) alla diocesi di Catania in suo favore.
Nicola Maria fu quindi vescovo di Catania fino alla sua morte e primo conte di Mascali.